# 295 г. пр.н.е.
295 (двеста деветдесет и пета) година преди новата ера (пр.н.е.) е година от доюлианския (Помпилийски) римски календар.

## Събития

### В Гърция
- Лахар взима властта в град Атина, който е обсаден от силите на Деметрий I Полиоркет.[1]
- Цар Пир се жени за Ланаса, която е дъщеря на тирана на Сиракуза Агатокъл, и получава остров Коркира като зестра.[2]

### В Египет
- Птолемей I си възвръща контрола над остров Кипър (295/4 г. пр.н.е.).[3]

### В Римската република
- Консули са Квинт Фабий Максим Рулиан (за V път) и Публий Деций Муз (за IV път).
- Третата самнитска война:
  - Римляните нанасят тежко поражение на самнитите и келтите в Битката при Сентиум, но консулът Муз пада убит.[4]

### В Южна Италия
- Агатолъл подсигурява град Кротон и сключва съюз с япигите и певкетите.[2]

## Родени
- Аполоний Родоски, древногръцки епически поет и граматик (умрял 215 г. пр.н.е.)

## Починали
- Тесалоника Македонска, дъщеря на македонския цар Филип II и Никесиполис, полусестра на Александър Велики (родена 352 г. пр.н.е.)
- Неоптолем II, цар на Молосите в Епир (роден 331 г. пр.н.е.)
- Публий Деций Муз, консул през тази година
- Гелий Егнаций, вожд на самнитите